# یوری مویسیف
یوری مویسیف (انگلیسی: Yuri Moiseyev; ۱۵ ژوئیهٔ ۱۹۴۰ – ۲۵ سپتامبر ۲۰۰۵) بازیکن هاکی روی یخ اهل شوروی بود.